# Superclásico (Messico)
Il Superclásico, noto anche come Clásico del Fútbol Mexicano o Clásico de los Clásicos, è una partita di calcio giocata tra i due club più titolati e popolari del Messico, l'América di Città del Messico e il Guadalajara, avente sede nell'omonima città, capoluogo dello stato di Jalisco.
Le due squadre sono le più titolate (13 campionati di massima serie vinti per l'América, 12 per il Guadalajara) del paese e le compagini messicane con maggiore seguito di tifosi. 
La rivalità affonda le proprie radici negli anni '50 del XX secolo e assume connotazioni anche extracalcistiche, legandosi alla contrapposizione identitaria tra la provincia messicana di Guadalajara e la metropoli capitolina di Città del Messico. Se il Club America è reputato la squadra dell'alta borghesia e incarna l'ideale cosmopolita della coniugazione di calciatori messicani e calciatori stranieri in una compagine in grado di imporsi a livello nazionale e internazionale, il Guadalajara è la squadra del popolo, che rinsalda il legame con la gente messicana tesserando in larga maggioranza calciatori nativi del paese. 
All'ottobre 2021, l'América è in vantaggio nel bilancio delle sfide tra le due squadre, potendo vantare il maggior numero di vittorie.